# Saphenophis tristriatus
Saphenophis tristriatus är en ormart som beskrevs av RENDAHL och VESTERGREN 1941. Saphenophis tristriatus ingår i släktet Saphenophis och familjen snokar. Inga underarter finns listade i Catalogue of Life.
Denna orm förekommer i västra Colombia. Arten lever i bergstrakter vid cirka 3200 meter över havet. Habitatet utgörs av skogar. Honor lägger antagligen ägg.
Inget är känt om populationens storlek och möjliga hot. IUCN listar arten med kunskapsbrist (DD).